# Polionota radians
Polionota radians är en tvåvingeart som beskrevs av Wulp 1899. Polionota radians ingår i släktet Polionota och familjen borrflugor. Inga underarter finns listade i Catalogue of Life.